# Fortificació d'Albons
La fortificació d'Albons és un monument protegit de fortificació del municipi d'Albons declarat bé cultural d'interès nacional.

## Descripció
Obra del segle xvi és un edifici militar. La torre de planta quadrada de la muralla del castell d'Albons, és l'únic vestigi actual d'aquest recinte. En resta dempeus la meitat inferior, a ponent de la Plaça Major de la vila. L'edfificació va ser construïda amb grans reules debastats i carreus angulars, de pedra calçària. A la planta baixa hi ha un rest d'espitlleres de gran alçada. Al nord-est hi és visible la unió amb un llenç del mur del qual només queda l'arrencada, al lloc on possiblement hi pogué haver un portal. Actualment la construcció forma part d'un habitatge.

## Història
En un document de l'any 980 hi ha una notícia del lloc d'Alburne el qual s'anomena posteriorment en una relació d'albergs del comte de Rosselló del segle xiii. La seva església de Sant Cugat, amb elements arquitectònics alt-medievals, és documentada, però, a la segona meitat del xiii. A inicis del segle xiii la família Destorrent posseïa el castell d'Albons en feu dels senyors de Torroella de Montgrí. El 1272 el vescomte Dalmau de Rocabertí permutà els castells de Bellcaire i Albons amb altres possessions amb l'infant Pere. D'aquesta forma, passà a la Corona i el 1311 Jaume II el venia al comte Ponç V d'Empúries. El dit rei, que bastia el castell del Montgrí, prohibí al comte que continués les noves fortificacions d'Albons i Bellcaire; un dels motius de discòrdia d'ambdós personatges. El 1322, el mateix rei feia donació del domini d'Albons a Bernat d'Orriols, els successors dels quals continuaren posseint-lo durant segles, cognominats Foixà des de finals del XIV i Vallgornera a partir del XVI.